# 국민 총소득

2016년 기준 세계은행의 소득 그룹

국민 총소득(國民總所得, Gross National Income)은 생산활동을 통해 획득한 소득의 실질구매력을 반영하는 소득지표이다.
이를 구하기 위해서는 국내 총생산에 국외에서 순수하게 벌어들인 소득을 더하면 된다. 경제여건의 변화로 생산을 통해 벌어들인 소득의 구매력도 급변하므로 한 나라의 경제력을 측정하기 위해서는 생산측면뿐만 아니라 교역조건을 감안한 구매력도 따로 산정해야 한다는 차원에서 도입됐다.

## 개요
국민소득이란 일정한 나라에서 비교적 장기간에 걸쳐 거주하는 사람들에 의해 생산된 순(최종)생산물을 가치액으로 나타낸 크기를 말한다. 이 정의(定義)의 뜻을 밝히기 위해서는 다음 세 가지 점에 주의해야 할 것이다.
우선 첫째 통상 국민이라는 표현과 일정한 나라에 비교적 장기간에 걸쳐 거주하는 사람들이라는 표현의 관계이다.  국민이라는 표현은 일정한 국적을 갖는 사람을 가리킨다. 예컨대 한국의 국민이라 함은 대한민국 국적을 갖는 사람들의 집합명사이다. 물론 여기서 말하는 ‘사람’은 구상적(具象的)인 개인을 지칭할 뿐만 아니라 추상적인 ‘법인’까지도 포함된다. 그런데 일정한 나라에 비교적 장기간 거주하는 사람들이란 대체로 국민이라고 불리는 것과 일치하지만 양자는 반드시 완전히 일치하고 있지는 않다. 예를 들어 국적이 한국일지라도 해외의 국제기관(유엔 또는 국제 노동기구)에서 일하는 사람들은 그 국제기구가 설치된 나라의 거주자로 간주된다. 법인의 경우의 처리는 개인의 경우 이상으로 어려운 것이다. 예컨대 한국의 법인이 외지에서 그 자회사(子會社)를 설립한 경우의 처리 따위, 요컨대 국민소득에서의 ‘국민’이라는 표현은 반드시 국적과 관계가 있는 것은 아니라는 점에 유의하여야 할 것이다.
둘째는 순생산물과 소득의 관계이다. 이 점에 관해서 국민소득 개념은 양면적 성격을 지닌다. 즉 개념적으로도 그렇고 계수적(係數的)으로도 그러하다.  우선 개념적으로 말하면 국민소득의 표현은－국민에 관해 앞에서 지적한 유의점을 고려에 넣고－국민이 얻는 소득을 연상시킬 것이다. 이 연상은 결코 틀린 것이 아니다. 국민소득을 합계하면 2중계산을 제거한다면 곧 그것이 국민소득이 된다는 생각은 하나의 기본적 사고이다. 그러나 어째서 소득이 발생하는가는 국민이 생산활동에 대해 여러 형태로 공헌하기 때문일 것이다. 소득은 갖가지 생산요소의 제공에 대한 지불이라고 생각된다. 그렇다면 제공된 생산요소에 대한 지불을 가능케 하는 것은 생산요소를 협동(協動)시킴으로써 생산도는 순(최종)생산물이다. 다시 말해서 생산요소에 대한 지불은 이 순생산물의 가치를 배분하는 하나의 형태로 생각할 수 있다.  이러한 생각에 입각하면 소득이란, 실은 순(최종)생산물의 가치가 일부인 셈이니 국민소득이라는 것도－앞에서 살핀 유의점을 고려에 넣고－국민에 의해 생산된 순생산물의 가치라고 생각될 수 있다. 즉 여기서 채택한 국민소득의 정의에 합치된다. 국민소득에 대한 이 두 가지 견해는 동시에 제2의 계수적인 뜻에서의 국민운동의 양면적인 성격과 결부되어 있다. 국민소득을 추계하는 주요 방법은 두 가지가 있다. 생산물법과 소득법이 그것이다. 즉 이는 각각 국민소득에 대한 두 개의 개념적인 생각과 대응한다. 생산물법이란 국민소득을 순(최종)생산물의 흐름(가치액)으로 추계하는 방법이다. 즉 소비자의 재화·서비스의 구입이나 조국내자본형성(祖國內資本形成)의 추계에 쓰이는 Commodity flow method는 생산물법의 일종이다. 이에 대해 소득법은 생산요소에 대한 지불로서 국민소득을 추계하는 방법이다.
셋째는 국민소득이 가치액 표시를 지닌 점에 유의하여야 한다. 우선 이 유의점이란 순(최종)생산물을 공통의 평가 척도에서 통일하는 것을 뜻한다.  즉 국민소득은 <순(최종)생산물 총량×그 가격의 합계>로서의 뜻을 지니게 된다. 다만 이 가격에 대해서는 두 가지 표현이 가능하다는 것을 유의해야 한다. 하나는 순생산물의 구입자 입장에 서서 단위당 ‘간접세-보조세’의 액을 가격면에 전가(轉嫁)된 크기로서 생각하는 입장이다. 다른 하나의 입장은 생산자의 관점에서 가격을 단위당 ‘간접세-보조금’을 전가하는 이전의 수준에서 생각하는 입장이다. 전자에 따라 평가된 가치액 표시를 시장가격표시(市場價格表示-at market price), 후자의 방법에 따라 평가된 가치액의 표시는 요소비용 표시(要素費用表示-at factor cost)라고 부른다.  국민소득에 대해서도 당연히 이상의 두 가지 표시법 즉 시장가격 표시의 국민소득과 요소비용 표시의 국민소득을 생각되는데 국민소득이란 요소비용 표시의 국민소득을 말하는 것이 관례로 되어 있다.
최근 나라에 따라서는 국민소득 백서(國民所得白書)에서 요소비용 표시의 국민소득을 ‘분배국민소득’으로 부르는 예가 있는데 이런 표현은 불필요한 혼란을 빚는 까닭에 이를 일반적인 관행으로 고치려는 경향이 있다. 분배국민소득이라는 표현과 관련하여  흔히 생산국민소득 혹은 지출국민소득이라는 용어가 사용되기도 하는데 대한민국의 국민소득 통계에 있어서나 또는 국제적인 국민소득의 관용어에서도 이 세 가지를 따로 가리고 있지는 않으므로 사용하지 않는 것이 좋다. 또 이 세 개념의 관계를 나타내기 위해 국민소득의 3면등가(三面等價)의 원칙이라는 표현이 병용되는 예가 있으나 이 표현 역시 국제적으로 통용하지 않는 용어인만큼 사용치 않는 편이 좋다.  국민소득과 더불어 흔히 쓰이는 개념에 국민총생산이 있다. 보통 GNP로 약칭된다. GNP는 국민소득과는 달리 시장가격 표시로 표현되는 것이 관행으로 되어 있다. 국민 총생산의 ‘총’(gross에 대응함)이라는 형용은 생산활동에 의해 생기는 고장자본 스톡의 소모에 대한 보전분을 최종 생산물에 포함시킨 가치액을 나타내기 위한 것이다. 따라서 요소비용 표시의 국민소득과 GNP 사이에는 (1) GNP=(요소비용 표시의)국민소득+간접세-보조금+자본소비라는 관계가 있다. 여기서 자본소비는 앞의 고정자본스톡 소모에 대한 소모뿐 아니라 기술진보에 대한 진부화나 재해에 의한 우발적 손실에 대한 보전분을 포함한다.  국민총생산과 관련하여 국내총생산(gross domestic product)이라는 개념이 사용될 때가 있다. 이 두 개의 개념을 비교하여 얼핏 느껴지는 것은 ‘국민’과 ‘국내’의 차이이다. 국민소득의 국민이라는 형용이 거주자 즉 ‘사람’의 관점에서 외국(rest ot the world)과의 한계를 그은 것에 대해 국내라는 형용은 공간에 입각하여 외국과의 경계를 정하는 것이다. GNP는 국민에 의해 생산된 조(최종)생산물인 까닭에 예를 들어 거주자가 외국으로부터 받는 생산요소의 공헌에 대한 지급－이를 요소소득이라 함(임금, 봉급, 이자소득 등)－을 포함하나 이에는 비거주자의 지급은 포함하지 않게 된다. 국내 총생산의 경우는 이와 정반대이다. 따라서 다음과 같은 관계가 성립된다.  국민총생산=국내총생산+외국으로부터의 요소소득의 수취-외국에 대한 요소소득의 지급  국내 총생산에서 국내 순생산물의 개념이 나온다. 이 사이에는 국민총생산=국내 순생산물+자본소비의 관계가 있다.  GNP는 국민에 의해 생산된 조(최종)생산물의 가치액인데 이는 또한 국민에게 공급된 조(최종)생산물로 생각할 수도 있다. 따라서 그 내용은 ① 소비를 위한 재화·서비스의 판매 ② 자본 스톡에 대한 부가분 ③ 외국에 대한 판매 ④ 외국으로부터의 구매로 되어 있다. 다만 ④는 공제되는 크기이다. 또한 ①에 대해 소비주체를 개인과 정부로 나누어 생각하면 ①은 개인에 의한 재화·서비스의 구입과 정부의 소비를 위한 재화·서비스의 구입(이를 정부의 재화·서비스의 경상구입이라고 부르기도 한다)으로 나눌 수도 있다. 또한 ②의 자본스톡이란 (최종) 생산물 가운데 그 사용이 차기 이후로 이월(移越)되는 특정 시점에 있어서의 현재고(現在高)를 가리킨다. 자본스톡이란 사용이 비교적 장기에 걸치는 고정자본스톡(fixed capital stocks)과 비교적 단기간에 사용되고 마는 재고품(inventories)으로 이루어져 있다. 고정자본스톡의 감모에 대한 보전분(補塡分)을 포함한(최종) 생산물의 자본 스톡의 부가분을 가치액으로 나타낸 크기를 국내 총자본 형성이라고 한다. 이를 국내 총투자로 부르기도 하는데 국내 소득의 용어로는 자본스톡의 부가를 나타내는 데는 ‘투자’ 대신에 ‘자본형성’을 사용하는 것이 일반적인 관계로 되어 있다.  따라서 GNP의 내용은 다음과 같이 표현될 것이다.  (2) GNP=개인의 재(財)·서비스의 구입+정부의 재·서비스의 경상구입+국내 총자본 형성+재·서비스의 외국에 대한 판매 및 외국으로부터의 요소소득의 수취+재·서비스의 외국으로부터의 구입 및 외국에 대한 요소소득의 지급  이 GNP의 내역은 또한 국민의(최종) 생산물에 대한 수요의 구성을 표시하고 있어 이 합계는 흔히 국민총지출(gross national expenditure)로 불리어 GNE로 약칭된다.  분명히 GNP=GNE이다.  (1)과 (2)를 연결하는 관계를 살피면 그것은 국민의 생산활동을 총괄적으로 표현하는 관계임을 알 수 있다.  (2)는 생산활동에 따라 생산된 각종(최종) 생산물의 형태를 나타내며 (가)는 (최종) 생산물의 가격을 조정하여 또한 자본 스톡의 소모에 대해서 보전조치를 한 뒤에 생산요소의 공헌에 대한 지급으로서 자유롭게 처분할 수 있는 (최종)생산물－요소비용 표시의 국민소득－의 크기를 표현하고 있다.  따라서 국민소득의 내용은 (최종)생산물의 생산에 있어서 투입된 생산요소에 대한 지급형태를 표현하는 것이다. 이러한 지급의 수취측은 개인과 정부 및 법인기업의 셋이 있다. 우선 개인소득인데 이것은 다시 세 개의 형태로 분류하는 편이 알기 쉽다. 첫째 형태는 임금·봉급소득이다. 둘째는 개인업주 소득이다. 셋째의 분류는 개인의 재산소득이어서 지대(地代), 집세·배당이자 소득이 이에 포함된다. 법인의 수취분은 이른바 법인소득이다. 이 법인소득인 배당후의 법인세 지급 전의 개념이다. 따라서 이 법인소득을 또 법인세와 법인유보(法人留保)로 분할하는 것도 하나의 방법이다. 정부의 소득은 정부의 사업소득과 재산소득으로 이루어져 있다. 국민소득 백서에서 정부사업 잉여 등으로 불리는 것이 이것이다. 이상을 총괄하여  국민소득=임금 봉급+개인소득+개인의 재산소득(-소비자부채이자)+정부의 사업소득 및 재산소득(-정부부채이자)+법인세+법인유보라는 관계가 성립됨도 명백하다. 한 가지 주의해야 할 점은 개인의 재산소득에 있어서 소비자 부채 이자가, 또한 정부의 재산소득에 있어서 정부의 부채이자가 공제되어 있는 사실이다. 이는 이러한 부채이자가 순생산물의 생산요소에 대한 지급과 대응하고 있지 않기 때문이다. 이것들은 대(對) 개인의 혹은 대 정부의 채권·채무의 관계에 따르는 지급이어서 순생산물의 생산과는 직접 결부되어 있지 않기 때문이다.

## 지출국민소득
지출 면에서 포착한 국민소득. 생산되고, 분배한 소득은 소비와 저축으로 나뉘는데, 저축된 소득은 설비나 재고품의 구입 등 투자에 전용된다. 따라서 지출국민소득은 소비 및 저축=투자 면에서 포착한 국미소득이라 할 수 있다.  지출국민소득은 민간 및 정부의 재화 및 서비스의 소비액, 그 투자액 및 대외 채권의 증가액의 3가지로 이루어진다. 다시 말하면 지출국민소득에 감가상각비 및 간접세를 보탠 것이 국민총지출이 된다.

## 실질국민소득
실질국민소득(real national income)이란 국민소득의 시간적인 변화를 비교하기 위해 생각해낸 개념이다. ‘시간적인 변화에 대한 비교’의 뜻을 지니므로 실질국민소득과 마찬가지로 실질GNP를 생각해도 무방하다. 여기서 ‘실질’이라는 표현은 어느 기준 시점(또는 기간)의 가격으로 평가 대체된 가치액이라는 정도의 뜻을 지닌다. 예를 들어 1963년의 실질GNP를 생각한다는 것은 적당한 기준 연도를 선택하여 63년의(명목상 또는 그해 가격의) GNP를 이 기준 연도 가격으로 바꾸어 표시하기 위해 조작한다는 것이다.  따라서 (명목)GNP로 평가를 바꾸기 위한 디플레이터(除數因子)를 부여할 필요가 따르게 된다. 이는 일종의 물가지수여서 특히 (명목)GNP를 평가대체하기 위한 디플레이터를 GNP로 부르기도 한다.

## 소득결정
경제의 활동규모를 총괄적으로 나타내는 지표를 국민소득 수준으로 요약할 때 그 국민소득의 크기가 어떻게 결정되느냐의 시스템을 살피는 것이 소득결정(所得決定)이라는 말이 뜻하는 내용이다. 여기서 문제가 되어야 할 점은 국민소득이 결정되는 기구 및 소득결정에 참가하는 주요 요인은 무엇이냐 하는 것이다.  국민경제의 전체적인 밸런스는 사회의 총수요와 총공급이 일치했을 때 성립되며 그 일치된 총수급 규모로 경제순환은 진행된다. 그런데 한편의 총공급을 낳는 생산활동은 기업가나 근로자에게 소득을 주는 것이나 한편 사회의 총수요 원천은 이들의 소득이며 소득으로부터의 지출이라는 형태로 총수요는 만들어진다. 따라서 사회의 총공급과 총수요가 일치되지 않으며 생산량이나 국민소득량에 변동이 생겨 수급의 조정이 이루어진다. 반면에 총수요가 총공급보다 작으면 생산물의 과잉이 생겨 기업자는 생산을 조정하게 되어 생산축소와 소득감소를 빚게 된다. 이렇듯 수급 언밸런스(unbalance)의 조정은 생산량이나 국민소득량의 변동으로 나타난다. 이 조정의 결과 총수요와 총공급이 일치되어 그 이상 변동이 생기지 않는 점에서 사회의 생산활동 수준이 정해지고 그에 대응하는 사회의 국민소득의 크기가 정해지게 된다. 문제는 그 이상의 변동이 생겨지 않는 점이 어느 것이냐 하는 것이다.  이 점을 알아보기 위해서는 총수요라든가 총공급만을 살피는 것은 불충분하며 양자가 어떠한 관련의 회로(回路=circuit)로 상호의존하고 있는가를 캐어내는 것이 중요하다. 국민경제의 밸런스 관계를 간편화시켜〔그림〕-3과 같이 요약해 보자. 이 그림에 의해 알 수 있듯이 총공급을 낳는 생산활동에 따라 사람들의 소득이 성립되는 것이지만 이 소득은 소비에 충당되든가 저축되든가 한쪽으로 돌려진다. 그러나 이제 가령 100의 생산에서 생긴 100의 소득이 전액 소비된다는 극단의 경우를 생각한다면 투자수요가 제로(zero)일지라도 총수요는 100이 되어 총공급에 대해 균형(均衡)이 된다. 그리하여 이 경우에는 경제는 그 상태에서 균형되어 그 규모로 완전히 순환을 계속할 수 있다. 그러나 여기 20의 저축이 있었다면 어떻게 될까.  저축한다는 것은 사람들이 기업으로부터 받은 그 소득의 일부를 생산물 구입에 돌리지 않는다는 것인 만큼 기업의 입장에서 보면 개인에게 지급한 것의 일부(20)가 환류(還流)되지 않는 셈이 된다. 이렇듯 저축만이 있고 투자가 없는 경제는 생산과 국민소득 규모를 점차 축소시킬 수밖에 없다. 저축은 그것 자체로서는 순환으로부터의 탈락이며 경제활동 규모를 축소시킨다. 물론 이것이 저축이 지닌 성질의 전부는 아니며 생산능률을 올리는 투자활동도 그 전제가 되는 저축이 선행적이든 결과적이든 있어야 한다. 그러한 뜻에서 저축은 경제발전의 기초 조건이다. 그러나 수요의 형성이라는 점에서만 생각하는 한 저축은 이것으로부터의 탈락이라는 것도 또한 분명하다.  저축이 순환으로부터의 누출(漏出)이라면 설비나 기계증설 등에의 수요를 나타내는 투자는 순환에의 주입(注入)이다. 따라서 누출된 액만큼 주입되면 순환은 축소됨이 없이 원활히 진행됨은 그림에 나타난 대로이다. 즉 20의 저축과 20의 투자다. 그러나 여기서 가장 중요한 일은 소비자가 소득 가운데에서 얼마 만큼을 저축할 것인가를 결정하는 결의와 기업가가 과연 얼마를 투자해야 유리하냐를 판단하는 것은 전혀 관계가 없다는 점이다. 결의(決意)를 하는 사람이나 결의를 촉구하는 원인도 다르기 때문이다.  따라서 만일 투자가 저축 20을 하회하여 10에 지나지 않는다면 총수요는 90이 되어 총공급 100을 하회하게 되어 생산물의 과잉이 나타나게 되고, 기업은 생산규모를 축소하지 않을 수 없게 된다. 생산의 감소는 국민소득의 감소이며 실업의 증대이다. 즉 저축과잉 내지 투자부족의 현상은 유효수요 부족을 빚는다. 이 경우 경제의 축소를 살펴보면 생산과 소득의 저하가 꼭 10의 저축 외에는 생기지 않는 데까지 축소된다. 가령 저축률을 그림과 같이 20%라고 가정하자. 이 때 생산과 소득의 수준이 50의 액까지 저하하면 저축은 10이 되어 투자의 10과 균형되고 사회의 총수요와 총공급은 50이라는 낮은 활동수준에서 균형된다. 반면에 투자가 활발하여 저축 20을 상회하고 30의 투자수요가 생기면 결과는 앞의 경우와 거꾸로 된다. 이 때 총수요는 총공급을 상회하고 만일 생산능력에 여력이 있으면 기업은 생산확대의 자극을 느낀다. 이렇게 해서 생산과 국민소득이 증대한다. 그런데 어디까지 그것이 증대하느냐 하면 이 경우도 역시 투자와 동액의 저축이 이루어지는 선까지이다. 저축 30이 이루어지기 위해서는 국민소득은(저축률을 20%로 하여) 150까지 확대되어야 한다. 그 때 비로소 총수요와 총공급은 균형을 이룬다. 결론부터 말한다면 어느 경우에서도 저축과 투자가 균형을 이루는 수준으로 국민소득의 균형수준은 결정되며 그때에 한해서 총수요와 총공급은 균형된다. 이러한 문제의 파악 방법을 흔히 저축투자의 소득결정론(所得決定論)이라고 부른다.  이상 재정과 무역이 없는 봉쇄경제(封鎖經濟)를 전제로 하여 살펴보았는데 재정활동과 무역활동은 소득결정의 기구를 다음과 같이 변형시킨다. 우선 수요라는 면에서 보면 재정활동에 의한 조세징수는 저축과 마찬가지로 민간수요에 있어서는 순환으로부터의 누출요인이며 또한 정부의 재정지출은 투자와 마찬가지로 민간수요에 대한 주입요인(注入要因)이다. 한편 무역에 의한 수입 활동은 해외의 상품을 사들이는 것으로 국내수요에 있어서는 저축과 마찬가지로 국내수요에의 주입요인이다. 이와 같이 수요에의 누출·주입의 균형이라는 점에서 살펴보면 소득결정은 한편으로는 저축과 조세수입, 한편으로는 투자와 정부지출과 수출, 이 양자에 의한 균형조정 과정(均衡調整過程)이라는 형태로 생각될 수 있다.

## 같이 보기
- 명목국민소득
- 세계개발지표#"구매력 평가(PPP; Purchasing Power Parity) 기준 국민 총소득"의 2018년 순위 그래프